# Seleção Saudita de Futebol Feminino
A Seleção Saudita de Futebol Feminino representa Arábia Saudita no futebol feminino internacional.

## História
Devido à natureza religiosa do país, a Arábia Saudita foi historicamente rigorosa e, portanto, desencorajou suas mulheres a jogar futebol. Quanto ao resultado, enquanto a equipe masculina tem estado entre uma das potências da Ásia, sua equipe feminina não ganhou destaque como a masculina. Desde a morte do rei Abdullah em 2015, o novo rei, Salman, iniciou um processo lento para dar mais direitos para as mulheres participarem do desenvolvimento social e econômico saudita, no qual o futebol está incluído. Desde 2019, a Arábia Saudita criou oficialmente a primeira liga feminina não oficial em torno de Gidá, enquanto continuava a discussão sobre o estabelecimento de um torneio de futebol feminino como meio de melhorar a posição do futebol do país e alcançar as forças femininas mais fortes no leste da Ásia. Em 2021, a Arábia Saudita fundou oficialmente a Liga de Futebol Feminino da Arábia Saudita.

## Resultados recentes
A seguir, uma lista de resultados de partidas nos últimos 12 meses, bem como quaisquer partidas futuras que foram agendadas.
Legenda
      Vitória       Empate       Derrota

### 2022
| 20 de fevereiro Amistoso | Arábia Saudita | 2 – 0 | Seicheles | Malé, Maldivas                                                  |  |
| 17:00 UTC+5              |                |       |           | Estádio: Estádio Nacional (Maldivas) Árbitro: MDV Javiz Mohamed |  |

| 24 de fevereiro Amistoso | Maldivas | 0 – 2 | Arábia Saudita | Malé, Maldivas                       |  |
| 17:00 UTC+5              |          |       |                | Estádio: Estádio Nacional (Maldivas) |  |